# Cobra à monocle
Naja kaouthia
Pour les articles homonymes, voir Cobra (homonymie).
Espèce
Synonymes
- Naja tripudians var. fasciata Gray, 1830
- Naja naja sputatrix Bourret, 1937
- Naja kaouthia suphanensis Nutaphand, 1986

Statut de conservation UICN

 LC  : Préoccupation mineure
Statut CITES
Naja kaouthia, le Cobra à monocle, est une espèce de serpents de la famille des Elapidae.
C'est un serpent venimeux dont la morsure peut être mortelle. 

## Description
Le cobra à monocle doit son nom à la tâche arrondie sur la face dorsale de son capuchon qui ressemble à un monocle : cette caractéristique permet de distinguer cette espèce d'autres espèces proches pouvant cohabiter dans certaines régions, comme le cobra indien plus connu sous le nom de « serpent à lunettes » (il a un motif de lunettes au dos de son capuchon), mais aussi le cobra de Sumatra et le cobra du Siam qui n'ont pas habituellement ce motif. Cependant ce critère facile n'est pas toujours fiable pour déterminer les espèces de ce groupe, car le monocle de Naja kaouthia est parfois incomplet, pouvant dans certains cas dessiner des lunettes. À l'inverse certains cobras indiens (Naja naja) peuvent avoir un motif refermé par le dessus, ce qui peut dessiner un monocle. Enfin, le long de la bordure orientale de la distribution de Naja kaouthia, on trouve le cobra chinois (Naja atra) qui a très souvent un motif de « monocle » (entre autres motifs possibles chez cette espèce) et qui ressemble beaucoup par ailleurs à Naja kaouthia
Ce serpent mesure jusqu'à 1,8 m de long voire 2 m.

## Venimosité
Le venin du cobra à monocle est neurotoxique et hémotoxique. La morsure peut être mortelle. 
Habituellement, c'est un cobra qui ne crache pas. Ainsi en Thaïlande, où ce serpent est très commun et bien connu, il n'est pas du tout considéré comme un cobra cracheur, à l'inverse de Naja siamensis (le cobra cracheur d'Indochine) également bien présent dans le pays et qui est unanimement considéré comme un cobra cracheur. Cependant, comme chez Naja atra (le cobra chinois), qui n'est pas non plus considéré comme une espèce cracheuse, certaines populations de Naja kaouthia ont la capacité de cracher du venin, notamment en Inde, mais avec moins d'efficacité que les espèces de cobras sud-est asiatiques plus spécialisés dans ce moyen de défense. Cela a valu à Naja kaouthia le nom parfois usité de « cobra cracheur indien »,.

## Répartition

Aire de répartition du Naja kaouthia (Cobra à monocle)

Cette espèce se rencontre en Malaisie péninsulaire, en Thaïlande, au Cambodge, en Viêt Nam, au Laos, en Birmanie, au Bangladesh, au Bhoutan dans le sud de la Chine et en Inde en Assam, au Sikkim, au Bengale-Occidental, en Orissa, au Bihar et en Uttar Pradesh.
Sa présence est incertaine au Népal.

## Écologie et comportement
Cette espèce habite aussi bien les forêts profondes que les habitats ouverts comme les zones cultivées. Par rapport à Naja naja, Naja kaouthia préfère les milieux humides et/ou plus densément boisés, souvent près de l'eau. Il évite habituellement les zones trop sèches. Il habite aussi les mangroves. Il s'adapte bien à divers habitats transformés par l'homme et on le trouve parfois jusque dans les friches urbaines.
Dans les régions rizicoles, ils se cachent dans les terriers de rongeurs dans les digues entre les champs et ont un mode de vie semi-aquatique dans ce type d'habitat. Les paysans les considèrent souvent comme utiles, car ils participent à la régulation des rongeurs qui peuvent détruire les récoltes et les digues. Mais ils y sont parfois chassés à outrance pour leur peau. 
Les juvéniles se nourrissent principalement d'amphibiens tandis que les adultes s'attaquent aux petits mammifères, aux serpents et aux poissons. Les cobras à monocle sont terrestres et plus actifs au crépuscule. Lorsqu'ils sont dérangés, ils préfèrent s'enfuir. Cependant, lorsqu'ils sont menacés, ils relèvent les parties antérieures de leur corps, étendent leur capuchon, sifflent généralement bruyamment et frappent pour tenter de mordre et de se défendre.
On les trouve souvent dans les trous d'arbres et dans les zones où les rongeurs sont nombreux.

## Publication originale
- Lesson, 1831 : Catalogue des Reptiles qui font partie d'une Collection zoologique recueille dans l'Inde continentale ou en Afrique, et apportée en France par M. Lamare-Piquot. Bulletin des Sciences Naturelles et de Géologie, Paris, vol. 25, n. 2, p. 119-123 (texte intégral).